# Заплывино
Заплывино — село в Залесовском районе Алтайского края России. Входит в состав Тундрихинского сельсовета.

## История
В «Списке населенных мест Российской империи» 1868 года населённый пункт упомянут как заводская деревня Заплывина (Желтухина) Барнаульского округа (1-го участка) Томской губернии при реке Чумыш и реке Каменке. В ней имелся 31 двор и проживало 144 человека (75 мужчин и 69 женщин).
В 1899 году в деревне, относящейся к Залесовской волости Барнаульского уезда, имелось 53 двора (51 крестьянский и 2 некрестьянских) и проживало 339 человек (175 мужчин и 164 женщины). Функционировал хлебозапасный магазин. По состоянию на 1911 год она включала в себя 87 дворов. Имелись две мануфактурные лавки и хлебозапасный магазин. Население составляло 377 человек.
В 1926 году в ней имелось 102 хозяйства и проживало 487 человек (237 мужчин и 250 женщин). Функционировали школа I ступени и лавка общества потребителей. В административном отношении являлась центром сельсовета Чумышского района Барнаульского округа Сибирского края.

## География
Находится в северо-восточной части Алтайского края, на правом берегу реки Чумыш, на расстоянии примерно 8 километров к западу-юго-западу от села Залесова. Абсолютная высота 163 метра над уровнем моря.

## Население
| 1997 | 1998 | 1999 | 2000 | 2001 | 2002 | 2003 |
| ---- | ---- | ---- | ---- | ---- | ---- | ---- |
| 383  | ↘372 | ↘366 | ↗367 | ↘357 | ↘342 | ↘294 |
| 2004 | 2005 | 2006 | 2007 | 2008 | 2009 | 2010 |
| ↗295 | ↗306 | ↘304 | ↗307 | ↘286 | ↘278 | ↘226 |
| 2011 | 2012 | 2013 |      |      |      |      |
| ↗229 | ↘226 | ↘214 |      |      |      |      |

Согласно результатам переписи 2002 года, в национальной структуре населения русские составляли 90 %.

## Инфраструктура
Функционируют основная общеобразовательная школа (филиал МКОУ «Залесовская средняя общеобразовательная школа № 2»), фельдшерско-акушерский пункт, дом культуры и отделение «Почты России».

## Улицы
Уличная сеть состоит из шести улиц.